# Barapasaurus
A Barapasaurus (jelentése 'nagylábú gyík', a bengáli bara 'nagy', pa 'láb' és az ógörög σαυρος / szaürosz 'gyík' szavak összetételélből) az egyik legkorábbi sauropoda, amely a kora jura kor pliensbachi–toarci korszakában, körülbelül 189,6–176,5 millió évvel ezelőtt élt India területén.

## Anatómia
Ennek az állatnak még nem volt saját ökológiai fülkéje sem saját táplálkozási stratégiája, mint a későbbi Brachiosaurusnak. A Barapasaurus „általános célú” dinoszaurusz volt. Például a későbbi sauropodák a testtömeg csökkentése érdekében üreges csigolyákkal rendelkeztek, a Barapasaurus csigolyái azonban többnyire szilárdak voltak és csak kis mértékben tartalmaztak üregeket. (Lásd még: Camarasaurus)
Bár a Barapasaurus korai sauropoda volt, mégis elérhette a 14,5–18 méteres hosszúságot és a 13–25 tonna körüli tömeget. Csípőmagassága nagyjából 5,5 méter lehetett.

## Környezet
Mint más sauropoda, a Barapasaurus is növényevő volt. A koponyáját még nem találták meg, csak néhány különálló fog került elő, ezért a pontos étrendje nem ismert.

## Osztályozás
A Barapasaurust jelenleg inkább a Vulcanodontidae család tagjaként osztályozzák, korábbi helye, a Cetiosauridae helyett. A rendszertani besorolása nem tisztázott, mivel maradványait alig tanulmányozták. A Vulcanodontidae családba való elhelyezést igazolja a szűk keresztcsont, ami a vulcanodontidák jellemzője. Viszont a Barapasaurus csigolyái hasonlítanak a cetiosauridákéra, az arcus vertebrae és a foramen vertebrale majdnem azonosak. A nem eddig egyetlen ismert faja a B. tagorei.

## Felfedezés
Az első Barapasaurus fosszíliát 1960-ban fedezték fel Indiában, azonban a leletet csak 1975-ben nyilvánították típusfajnak, amikor ekkor Jain, Kutty, Roy-Chowdhury és Chatterjee Kalkuttában egy leírást jelentetett meg róla.
Azóta öt további csontvázat fedeztek fel a Godavari-völgyben, India déli részén. Az új maradványok között sem találták meg sem a koponyát, sem a lábfejet, és a leletekről csak rövid leírás készült.

## Fordítás
Ez a szócikk részben vagy egészben a Barapasaurus című angol Wikipédia-szócikk ezen változatának fordításán alapul.  Az eredeti cikk szerkesztőit annak laptörténete sorolja fel. Ez a jelzés csupán a megfogalmazás eredetét és a szerzői jogokat jelzi, nem szolgál a cikkben szereplő információk forrásmegjelöléseként.